# Carles IV de França
Carles I de Navarra i IV de França el Bell (Clermont (Oise) 1294 - Vincennes 1328), rei de França i Navarra (1322-1328).

## Orígens familiars
Va néixer el 1295 sent el sisè fill del rei Felip IV de França i la reina Joana I de Navarra.
Era net per línia paterna del rei Felip III de França i la princesa Elisabet d'Hongria, i per línia materna d'Enric I de Navarra i Blanca d'Artois. Fou germà petit dels reis Lluís X i Felip V.

## Núpcies i descendents
Es casà vers el 1306 amb Blanca de Borgonya, filla d'Otó V de Borgonya i Matilde d'Artois. D'aquest casament nasqueren:
- el príncep Felip de la Marca (1314-1322)
- la princesa Joana de la Marca (1315-1321)

El 7 de setembre de 1322 Carles IV obtingué el divorci de Blanca, que havia estat acusada de tenir relacions adúlteres a la Torre de Nesle, i es casà, en segones núpcies, el 21 de setembre d'aquell mateix any a París amb Maria de Luxemburg, filla de l'emperador Enric VII i Margarida de Brabant. D'aquesta unió nasqueren:
- la princesa Margarida de França (1323)
- el príncep Lluís de França (1324)

Es casà, en tercers núpcies, a Brie el 5 de juliol de 1325 amb Joana d'Evreux, filla del comte Lluís d'Evreux i Margarida d'Artois. D'aquesta unió nasqueren:
- la princesa Joana de França (1326-1327)
- la princesa Maria de França (1327-1341)
- la princesa Blanca de França (1327-1392), casada el 1344 amb el duc d'Orleans Felip d'Orleans

## Ascens al tron

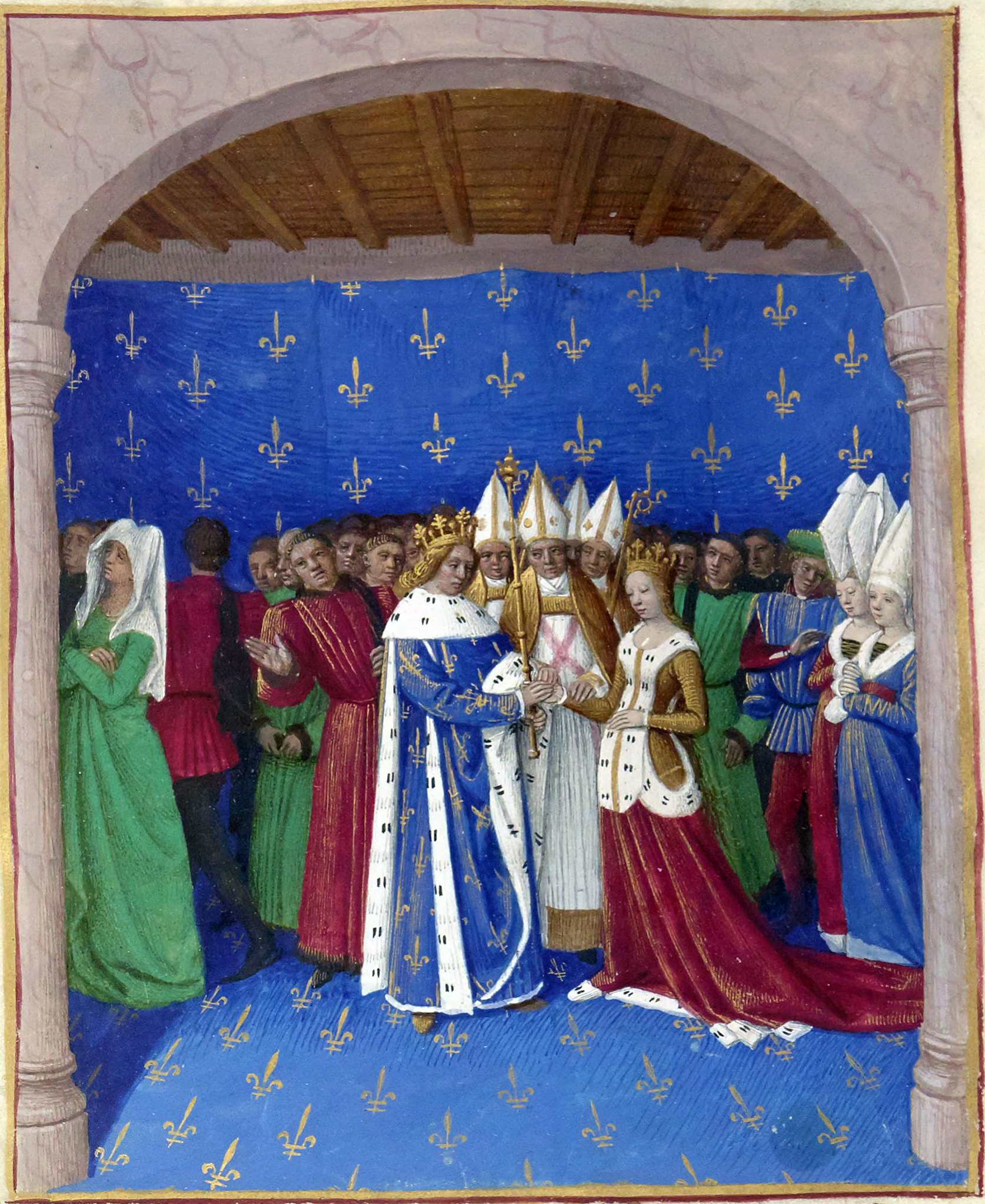
Casament de Carles IV i Maria de Luxemburg, pintat per Jean Fouquet

Fou coronat rei de França el 1322 a la catedral de Reims com a successor del seu germà Felip V de França.
El 1327 va ajudar la seva germana Isabel de França a lluitar contra el seu espòs, el rei Eduard II d'Anglaterra. Eduard II en lluita contra el Parlament anglès i la seva esposa fou derrotat i capturat per Carles IV, el qual el manà tancar al castells de Berkeley, on morí assassinat.
Durant els set anys de regnat Carles IV va incrementar els impostos i va confiscar possessions dels seus enemics.

## Mort i successió
Carles IV va morir al castell de Vincennes l'1 de febrer de 1328, sent enterrat al costat de la seva tercera esposa a la Catedral de Saint-Denis.
Va morir sense deixar cap hereu mascle, per la qual cosa s'acabà la línia directa de la Dinastia Capet. Dotze anys abans la Llei Sàlica s'havia impostat per controlar la successió de la Corona francesa, per la qual cosa s'eliminava la seva filla Maria de França de la successió al tron.
A la mort de Carles IV la seva esposa estava embarassada, el que suposava el possible naixement de l'hereu successor. Aquesta possibilitat comportà la instauració d'una regència del seu cosí Felip de Valois, fill de Carles I de Valois. Dos mesos després la vídua va donar a llum una altra nena, per la qual cosa quedava descartada del tron.
En aquells moments Joana de Navarra, filla primogènita de Lluís X de França, i el seu marit Lluís III d'Evreux, nebot de Felip IV, reclamaren altre cop els seus drets sobre el Regne de Navarra, en el qual la Llei Sàlica no imperava.
El mes de maig Joana de Navarra fou coronada reina de Navarra, al costat del seu marit, mentre Felip de Valois va esdevenir rei de França amb el nom de Felip VI de França. A partir d'aquell moment la Llei Sàlica va ser reinterpretada per prohibir no només la possibilitat que una dona ascendís al tron francès sinó que eliminà la descendència femenina de la línia successòria.
| Cronologia dels reis de França, reis dels Francesos i emperadors dels Francesos del 987 a 1870 |

| 987 | 987       | 996       | 996       | 1031      | 1031    | 1060    | 1060    | 1108    | 1108     | 1137     | 1137      | 1180      | 1180     | 1223     | 1223       | 1226       | 1226 |
|     | Hug Capet | Hug Capet | Robert II | Robert II | Enric I | Enric I | Felip I | Felip I | Lluís VI | Lluís VI | Lluís VII | Lluís VII | Felip II | Felip II | Lluís VIII | Lluís VIII |      |

| 1226 | 1226     | 1270     | 1270      | 1285      | 1285     | 1314     | 1314    | 1316    | 1316   | 1316   | 1316    | 1322    | 1322      | 1328      | 1328     | 1350     | 1350 |
|      | Lluís IX | Lluís IX | Felip III | Felip III | Felip IV | Felip IV | Lluís X | Lluís X | Joan I | Joan I | Felip V | Felip V | Carles IV | Carles IV | Felip VI | Felip VI |      |

| 1350 | 1350    | 1364    | 1364     | 1380     | 1380      | 1422      | 1422       | 1461       | 1461     | 1483     | 1483        | 1498        | 1498      | 1515      | 1515       | 1547       | 1547     | 1559     | 1559 |
|      | Joan II | Joan II | Carles V | Carles V | Carles VI | Carles VI | Carles VII | Carles VII | Lluís XI | Lluís XI | Carles VIII | Carles VIII | Lluís XII | Lluís XII | Francesc I | Francesc I | Enric II | Enric II |      |

| 1559 | 1559        | 1560        | 1560      | 1574      | 1574      | 1589      | 1589     | 1610     | 1610       | 1643       | 1643      | 1715      | 1715     | 1774     | 1774      | 1792      | 1792 |
|      | Francesc II | Francesc II | Carles IX | Carles IX | Enric III | Enric III | Enric IV | Enric IV | Lluís XIII | Lluís XIII | Lluís XIV | Lluís XIV | Lluís XV | Lluís XV | Lluís XVI | Lluís XVI |      |

| 1792 | 1792 | 1804 | 1804      | 1814      | 1814        | 1824        | 1824     | 1830     | 1830          | 1848          | 1848 | 1852 | 1852        | 1870        | 1870 |
|      | -    | -    | Napoleó I | Napoleó I | Lluís XVIII | Lluís XVIII | Carles X | Carles X | Lluís Felip I | Lluís Felip I | -    | -    | Napoleó III | Napoleó III |      |